# Haus Rommeljans
Haus Rommeljans (auch Romilian oder Romelian) ist ein Rittersitz in Ratingen-Schwarzbach, ehemals Honschaft Homberg. 

## Geschichte
Das Haus ist ein ehemaliger Sattelhof, der erstmals 1517 in einem Verzeichnis der Einkünfte der Küsterei zu Ratingen erwähnt wird. Zwischen 1551 und 1555 wurde er von den Herren von Buer zum befestigten Rittersitz in Form einer Wasserburg mit Turm ausgebaut. 1555 ließ Hermann von Buer Haus Rommeljans als Rittersitz eintragen. Von da an wurde Rommeljans als landtagfähiges Rittergut geführt. Das Haus blieb bis 1758 in den Händen der Familie Buer. Den Buer’schen Erben aus der Familie Staël von Holstein gehörte Rommeljans 1758 bis 1763, danach der Familie Lauterbach (1763–1784), der Familie Spieker (1784–1823) sowie seit 1823 der Familie Thomashoff, die bereits im 17. Jahrhundert auf einem benachbarten Hof saß. 
Seit dem 31. Mai 1985 steht Haus Rommeljans unter Denkmalschutz. 1999 wurde Rommeljans aufwendig saniert. Heute befindet es sich auf dem Gelände des Düsseldorfer Golf Club.